# Coupe d'Irlande de football 1950-1951
Navigation
Édition précédente Édition suivante
La Coupe d'Irlande de football 1950-1951, en anglais The Football Association of Ireland Challenge Cup, est la 30e édition de la Coupe d'Irlande de football organisée par la Fédération d'Irlande de football. La compétition commence le 17 février 1951, pour se terminer le 29 avril 1951. Finaliste malheureux la saison précédente, Cork Athletic remporte le trophée en battant en finale le Shelbourne FC.

Le Cork Athletic Football Club remporte pour la première fois la compétition.

## Organisation
La compétition rassemble seize clubs. Ils évoluent dans le championnat d'Irlande ou en Leinster League.
En cas de match nul, le match est rejoué.

## Premier tour
Les matchs se déroulent les 17 et 18 février 1951. Les matchs d'appui ont lieu le 21 février 1950 puis le 28 février.
| Club recevant             | Score | Club visiteur         | Date            |
| ------------------------- | ----- | --------------------- | --------------- |
| St. Patrick's Athletic FC | 1-2   | Drumcondra FC         | 17 février 1951 |
| Bohemian FC               | 3-1   | Longford Town         | 18 février 1951 |
| Cork Athletic             | 2-2   | Transport FC          | 18 février      |
| Evergreen United FC       | 1-3   | Shamrock Rovers       | 18 février      |
| Jacob's                   | 1-2   | Dundalk FC            | 18 février      |
| Limerick Football Club    | 2-1   | AOH                   | 18 février      |
| Shelbourne FC             | 4-1   | Waterford United      | 18 février      |
| Sligo Rovers              | 4-1   | Saint James's Gate FC | 18 février      |
|                           |       |                       |                 |
| Transport FC              | 1-1   | Cork Athletic         | 21 février      |
|                           |       |                       |                 |
| Cork Athletic             | 3-1   | Transport FC          | 28 février      |

## Deuxième tour
Les matchs de déroulent les 10 et 11 mars 1950, le match d'appui le 16 mars.
| Club recevant          | Score | Club visiteur          | Date         |
| ---------------------- | ----- | ---------------------- | ------------ |
| Bohemian FC            | 0-2   | Drumcondra FC          | 10 mars 1951 |
| Limerick Football Club | 0-1   | Cork Athletic          | 11 mars 1951 |
| Shamrock Rovers        | 1-2   | Shelbourne FC          | 11 mars      |
| Sligo Rovers           | 2-0   | Dundalk FC             | 11 mars      |
|                        |       |                        |              |
| Cork Athletic          | 1-1   | Limerick Football Club | 14 mars      |
|                        |       |                        |              |
| Cork Athletic          | 6-0   | Limerick Football Club | 21 mars      |

Le match entre Limerick et Cork Athletic est arrêté à la 77e minute à la suite d'un envahissement du terrain par les spectateurs alors que les visiteurs étaient en train de mener 1-0. La rencontre est donnée à jouer sur terrain neutre, à Dalymount Park trois jours plus tard. A cette occasion les deux équipes font match nul 1-1. Il faut donc un match d'appui à Cork pour que le Cork Athletic batte enfin Limerick, cette fois-ci sans ambiguïté sur le score fleuve de 6 buts à 0.

## Demi-finales
Les matchs se déroulent les 31 mars 1951 et 1er avril 1951. Ils se déroulent à Dalymount Park à Dublin.
| Première demi-finale | Shelbourne FC | 1-0 | Drumcondra FC | Dalymount Park, Dublin |  |
| 31 mars 1951         | Carberry      |     |               |                        |  |

| Deuxième demi-finale | Cork Athletic | 2-0 | Sligo Rovers | Dalymount Park, Dublin |  |
| 1er avril 1951       | O'Leary       |     |              |                        |  |

## Finale
La finale se déroule le 22 avril 1951 à Dalymount Park à Dublin. Le match se terminant par un match nul, la finale est rejouée une semaine plus tard dans le même stade. 
La première victoire du Cork Athletic Football Club en Coupe d'Irlande est tout sauf un long fleuve tranquille. Le premier tour est une revanche de la finale précédente puisque leur adversaire est Transport vainqueur de l'édition 1950. Encore une fois il faut trois matchs pour départager les deux adversaires. L'avantage tourne cette fois-ci à l'avantage des Corkmens. Le deuxième tour est lui aussi composé de trois rencontres contre Limerick. Seule la demi-finale contre les Sligo Rovers ne laisse que peu d'incertitude car pour la finale, là encore, il faut un match d'appui pour remporter la victoire. Cork Athletic est pour la deuxième fois consécutive en finale. Cette foic-ci contre le Shelbourne Football Club. Devant une foule de 38 912 spectateurs, les deux équipes ne peuvent se départager et terminent la rencontre sur le score de un but partout. Le match d'appui se déroule une semaine plus tard. Cork Athletic prend l'avantage juste avant la mi-temps par Johnny Vaughan. Cet avantage s'avère décisif et permet à Cork de gagner son premier trophée national. 
| Finale        | Cork Athletic Football Club | 1-1     | Shelbourne Football Club | Dalymount Park, Dublin                                  |                                                         |
| 22 avril 1951 | O'Leary 33e |         | Carberry 82e | Spectateurs : 38 912 Arbitrage : T. Seymour (Yorkshire) | Spectateurs : 38 912 Arbitrage : T. Seymour (Yorkshire) |
| 22 avril 1951 | Ned courtney ; Paddy Noonan, Dave Noonan, Willie O'Mahony, Florrie Burke, Willie Cotter, Johnny Vaughan, Paddy Cronin, Paddy O'Leary, Bobby McAlea, Jackie Lennox. | Équipes | Hugh Brien ; Sean Haughey, Tommy Mulligan, Andy Fitzpatrick, Barney Curtis, Peter Keely, Paddy "Hitler" Cunningham, George Lynam, Martin Colfer, Gerry Malone, Tommy Carberry. | Spectateurs : 38 912 Arbitrage : T. Seymour (Yorkshire) | Spectateurs : 38 912 Arbitrage : T. Seymour (Yorkshire) |

| Finale, match d'appui | Cork Athletic Football Club | 1-0     | Shelbourne Football Club | Dalymount Park, Dublin                                  |                                                         |
| 29 avril 1951         | Vaughan 45e |         | | Spectateurs : 22 010 Arbitrage : T. Seymour (Yorkshire) | Spectateurs : 22 010 Arbitrage : T. Seymour (Yorkshire) |
| 29 avril 1951         | Ned courtney ; Paddy Noonan, Danny O'Connell, Willie O'Mahony, Florrie Burke, Willie Cotter, Johnny Vaughan, Paddy Cronin, Paddy O'Leary, Bobby McAlea, Jackie Lennox. | Équipes | Hugh Brien ; Sean Haughey, Tommy Mulligan, Andy Fitzpatrick, Barney Curtis, Peter Keely, Paddy "Hitler" Cunningham, George Lynam, Martin Colfer, Gerry Malone, Tommy Carberry. | Spectateurs : 22 010 Arbitrage : T. Seymour (Yorkshire) | Spectateurs : 22 010 Arbitrage : T. Seymour (Yorkshire) |